# Nagyhegyes
Nagyhegyes is een plaats (község) en gemeente in het Hongaarse comitaat Hajdú-Bihar. Nagyhegyes telt 2710 inwoners (2001).